# Protracheoniscus major
Protracheoniscus major är en kräftdjursart som först beskrevs av Dollfus 1903.  Protracheoniscus major ingår i släktet Protracheoniscus och familjen Trachelipodidae. Inga underarter finns listade i Catalogue of Life.